# Лауріс Баярунс
 Лауріс Баярунс (латис. Lauris Bajaruns; народився 31 березня 1989, Вентспілс, Латвія) — латвійський хокеїст, нападник. Виступає в лієпайському Металургсі. Виступав у складі юніорської збірної Латвії (U-18) та молодіжної збірної Латвії (U-20).